# Mamula
Mamula (serb. Мамула) lub Lastavica, wł. Rondoni) – niewielka skalista wyspa położona na Morzu Adriatyckim, przy wejściu do Zatoki Kotorskiej, w odległości 6,3 km od Herceg Novi, w Czarnogórze.
Wyspa znajduje się pomiędzy dwoma półwyspami – Prevlaką a Lušticą. W przeszłości należała do Republiki Weneckiej i nosiła nazwę Rondoni (Rondino). Na wyspie znajduje się twierdza, zbudowana na polecenie namiestnika Królestwa Dalmacji, generała armii austro-węgierskiej Lazara Mamuli w połowie XIX w. W czasie II wojny światowej twierdza była od maja 1942 wykorzystywana przez Włochów jako więzienie (Campo Mamula). Liczba więźniów, która przewinęła się przez Campo Mamula sięgała 1500.
W 1959 serbski reżyser Velimir Stojanović nakręcił film fabularny Campo Mamula, nawiązujący do wydarzeń z okresu okupacji włoskiej. Po rozpadzie Jugosławii Mamula była przedmiotem sporu Chorwacji i Czarnogóry stanowiąc część Federalnej Republiki Jugosławii (do 1947 wyspa należała do katastru Dubrownika).
Na wyspie stoi latarnia morska, której światło jest widoczne z odległości 6 mil morskich.

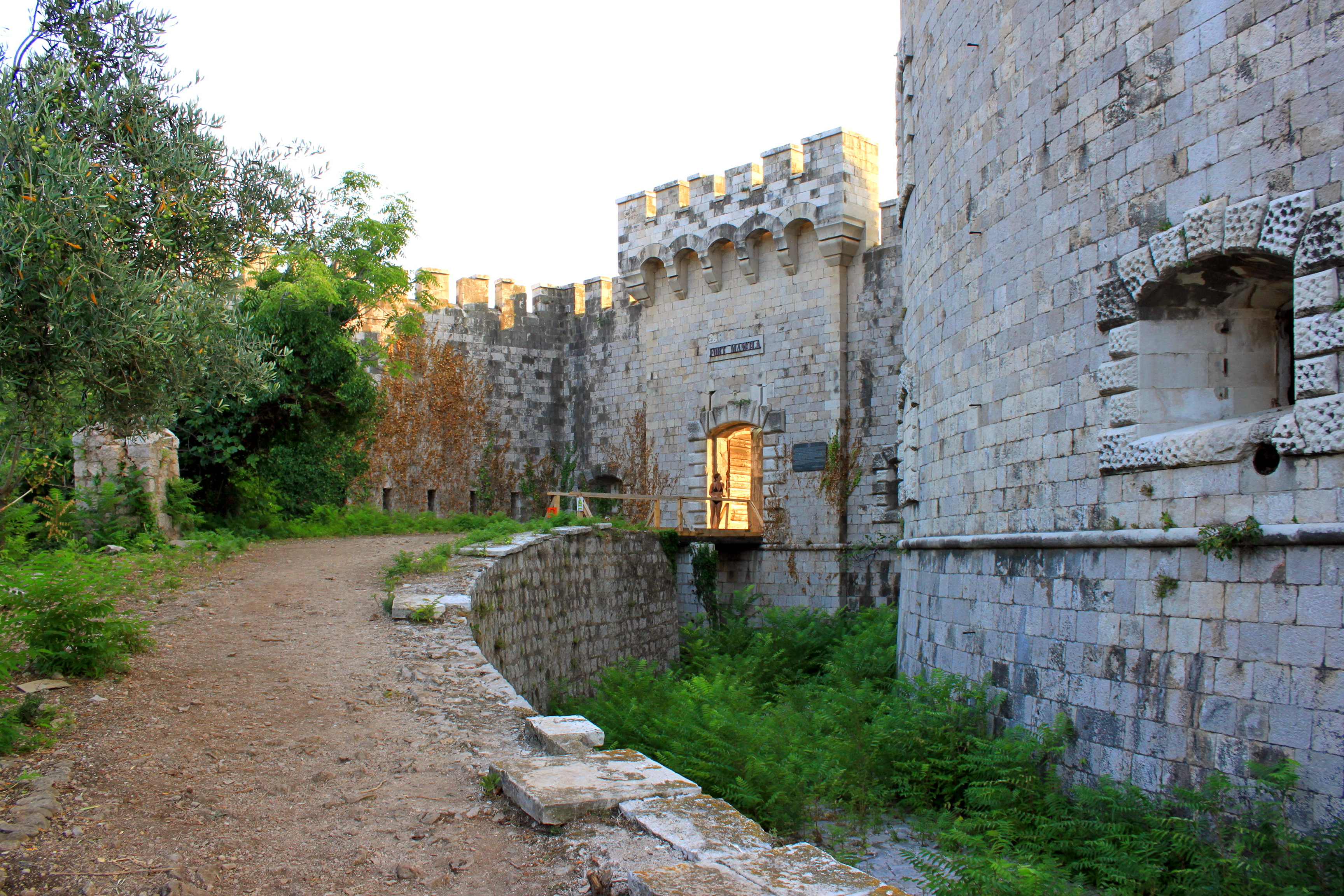
Fort Mamula
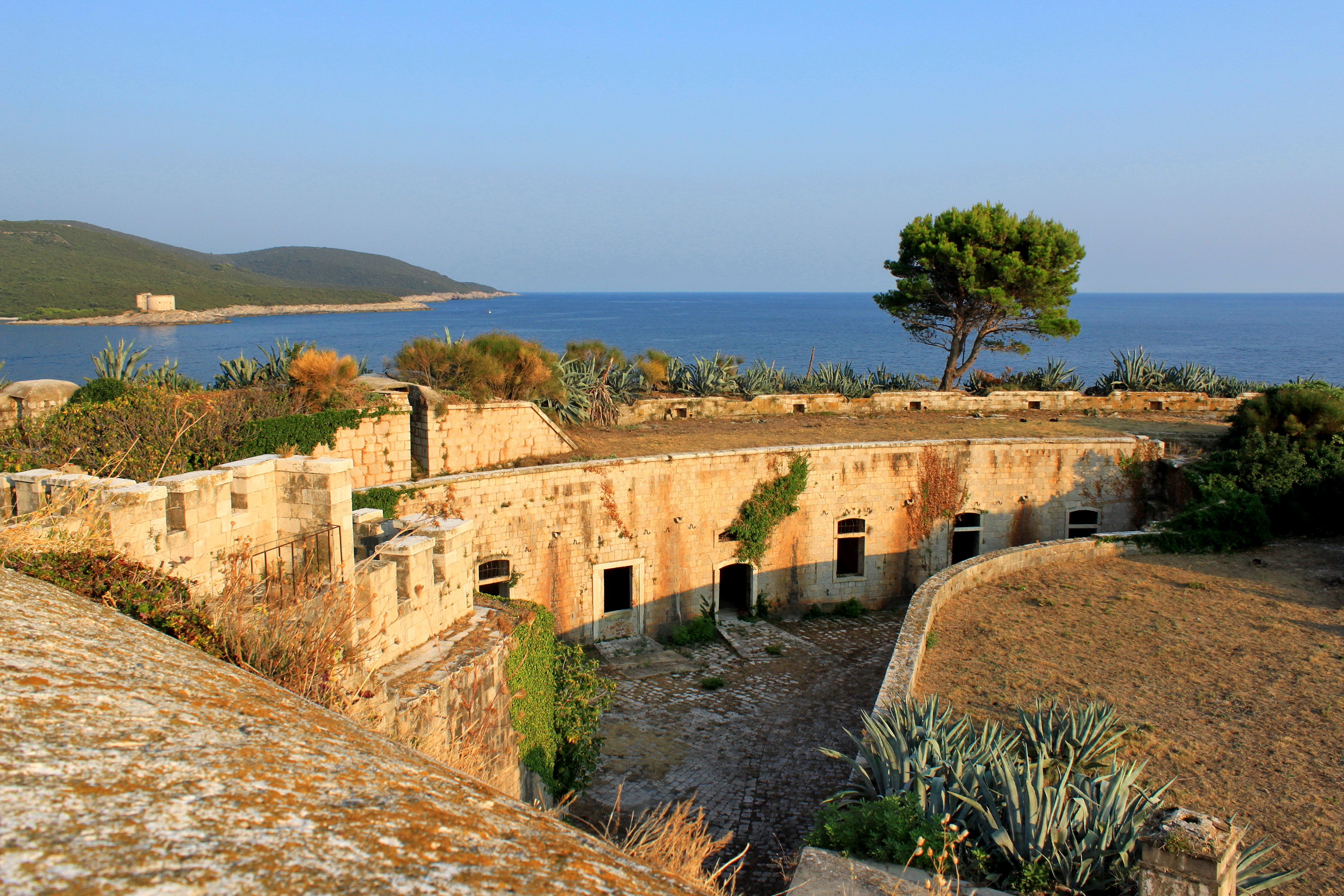
Fort Mamula
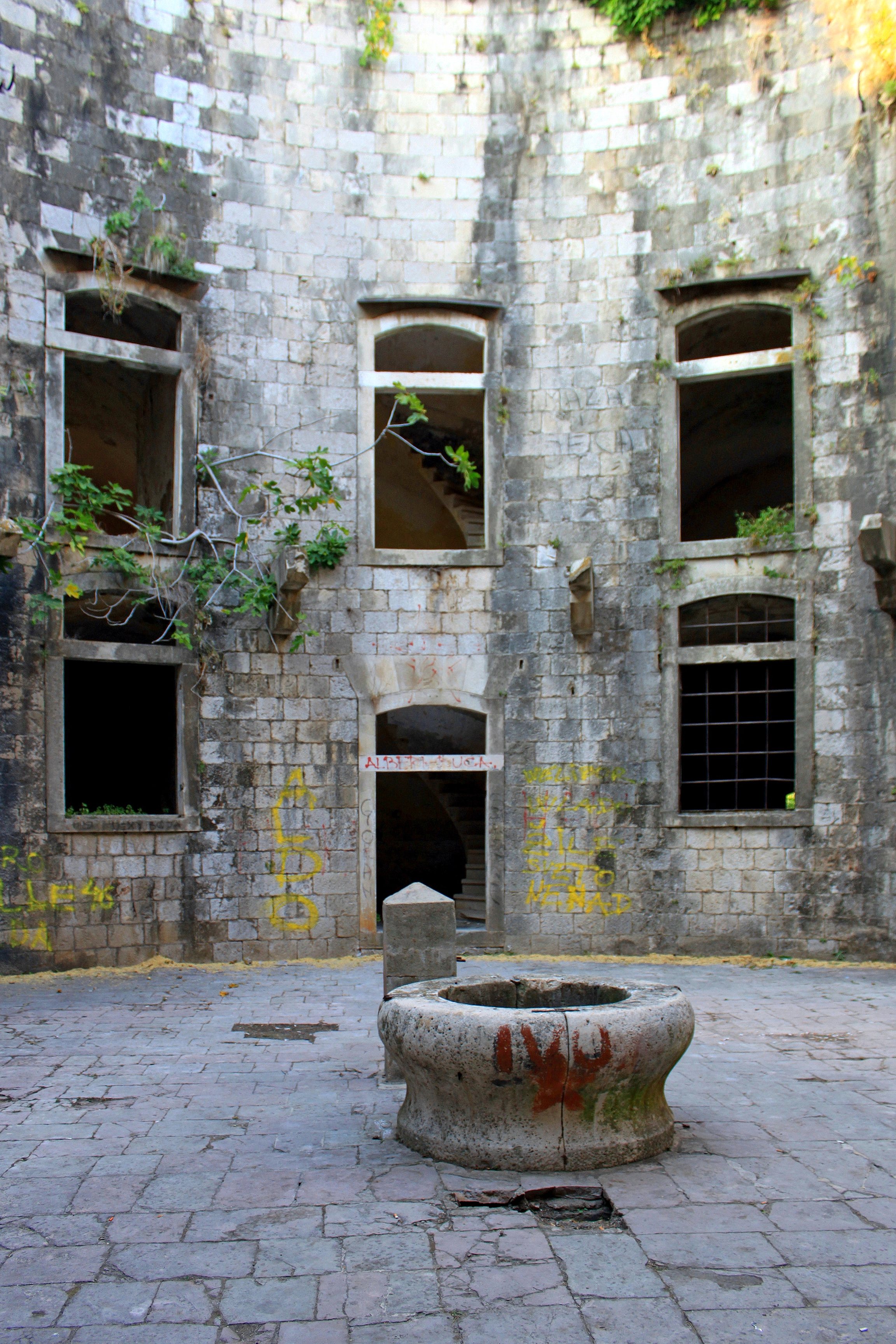
Fort Mamula
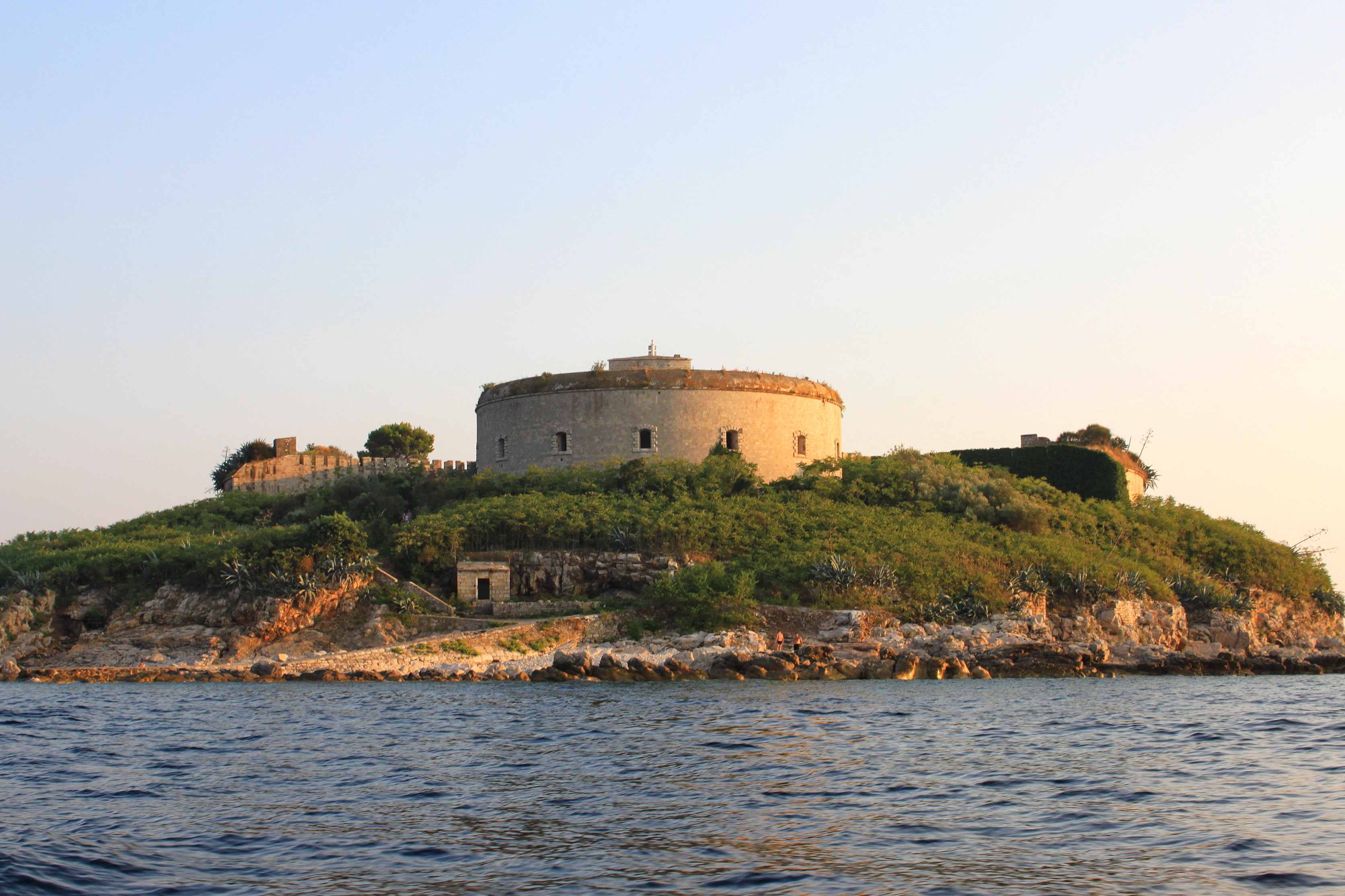
Fort Mamula widziany z łodzi